# 猫汎白血球減少症
猫汎白血球減少症（ねこはんはっけっきゅうげんしょうしょう、英:en:feline panleukopenia|feline panleukopenia:FPL）とは猫汎白血球減少症ウイルス感染を原因とするネコ科動物の感染症。猫ジステンパー、猫伝染性腸炎とも表記される。

## 病原体
猫汎白血球減少症ウイルス（別名「猫パルボウイルス」）は、パルボウイルス科に属するDNAウイルスである。このウイルスは犬パルボウイルス2型（CPV-2）と近縁である。

## 疫学と発症機序
世界中で発生しており、猫のコアウイルス病の一つとされている。イエネコをはじめ、動物園の猫科動物（ライオンやチーター）での発生例もある。年齢によらず感染は成立するが、若齢動物は特に感受性が高い。
ウイルスの伝搬は、感染した猫や外界に存在するウイルス粒子との直接接触により生じる。糞便などにより外界に排泄されたウイルスは最大で数年感染力を持つ。感染したウイルスは、骨髄や腸管の陰窩上皮、リンパ節など、細胞分裂がさかんな場所で増殖し、重篤な症状を引き起こす。
また、感染した猫が妊娠していた場合、胎盤感染となり、流産や胎子の死亡、小脳形成不全などを引き起こす。

## 症状
潜伏期は2〜10日ほどで、代表的な症状としては発熱、元気消失、脱水、腹痛、嘔吐、下痢、血便などを示し、臨床検査では白血球の顕著な減少が認められる。。妊娠動物の感染では流産や胎子の小脳形成不全を引き起こす。
病理学的所見として空腸や回腸の充出血、腸管リンパ節の腫大と出血が認められる。
甚急性の感染で発症後24時間以内に死亡することもあるが、治療を必要としない程度の軽い症状しか認めないこともある。

## 診断
臨床症状と、猫パルボウイルスとの接触歴から推定する。また、血液検査で汎白血球減少症減少がみられることも手がかりとなる。確定診断は糞便のELISAによるウイルスの証明、病理組織学的検査、病変部や糞便からのウイルス分離などにより行う。

## 治療と予防
特異的な治療はなく、対症療法・支持療法を積極的に行う。輸液による循環の改善や脱水の補整、栄養補給、インターフェロンの投与や、細菌の二次感染に対する抗生物質の投与を行う。
予防にはワクチンが有効で、弱毒生ワクチンが通常用いられる。猫汎白血球減少症は猫のコアウイルス病であり、屋内・屋外飼育を問わずすべての猫にワクチン接種が必要とされている。近年ではワクチン抗体価検査がコマーシャルベースで利用可能になっており、ワクチンの効果判定や適切なワクチン接種時期の判断に応用できると期待されている。